# Mängelkarte
Eine Mängelkarte ist ein behördlich ausgestelltes Dokument, das bei nicht gegebener Sicherheit eines Fahrzeugs ausgestellt wird.
Der Fahrzeughalter ist in diesem Fall verpflichtet, den angegebenen Mangel unverzüglich zu beseitigen und dies der Behörde nachzuweisen. Versäumt er dies, so kann ein Bußgeldverfahren gegen ihn eingeleitet werden. Rechtliche Grundlage ist § 5 Absatz 3 der Fahrzeug-Zulassungsverordnung.